# Serra Llonga
La Serra Llonga és una serra situada al municipi de Santa Cristina d'Aro (Baix Empordà), amb una elevació màxima de 321 metres.